# スポーツ関連用語一覧
スポーツ関連用語一覧（スポーツかんれんようごいちらん）は、スポーツで使われる、用語の分野別一覧表。
Category:スポーツ用語も参照のこと。
- 凡例＝アメフト：アメリカンフットボール、ソフト：ソフトボール、バスケ：バスケットボール、バレー：バレーボール、ハンド：ハンドボール

## 略語
- DNF - 途中棄権（Did Not Finish）
- DNS - 欠場（Did Not Start）
- DSQ (DQ、DISQ) - 失格（Disqualified）
- REL - 降格（Relegated）
- WR - 世界記録（World Record）[1]

テニス
- def. - 破る・勝つ（defeating）
- DEF - 相手のルール違反やペナルティなどの失格による、勝利（Default）
- d = Defaulted - 失格
- RET - 相手の体力消耗などでの試合続行不可能による、勝利（Retired）
- r = Retired - 棄権
- W.O（w/o） - 相手選手の遅刻、出場辞退などによる、不戦勝（WalkOver）
- Q = Qualifier - 予選勝者
- WC = Wild Card - 主催者推薦
- LL = Lucky Loser - 予選敗者繰り上がり
- ALT = Alternate - 補欠
- SE = Special Exempt - 予選免除
- PR = Protected Ranking - プロテクトランキング

## ポジション表記
太字は、その中にまた細かなポジション名を含むもの
- BK
  - Backs、ラグビーユニオンのポジション#バックス→HB、TB、FB
- C
  - Center、センター (バスケットボール)
  - Center、センター（アメフトOL）[2]
  - Center forward、センター（アイスホッケーFW）
  - Catcher、捕手（野球、ソフト）
- CB
  - Center Back、センターバック（サッカーDF、ハンド）[2]
  - Corner Back、コーナーバック（アメフトDB）
- CF
  - Center forward、センターフォワード（サッカーFW）[2]
  - Center fielder、中堅手（野球、ソフトOF）
- CH：Centre half、センターハーフ（サッカーMF）
- CTB：Centre three-quarter back、センター・スリークォーターバック（ラグビーのゼッケン12番・13番TB）
- DB：Defensive Back、ディフェンシブバック（アメフト）
- DE：Defensive End、ディフェンシブエンド（アメフトDL）
- DF
  - Defender、ディフェンダー（サッカー、ホッケー、ラクロス）[2]
  - Defenceman、ディフェンス（アイスホッケー）
- DH：Defensive half、ディフェンシブハーフ（サッカーMF）
- DL：Defensive Line、ディフェンシヴライン（アメフト）
- DT：Defensive Tackle、ディフェンシブタックル（アメフトDL）
- E：End、エンド（アメフトOL）
- FB
  - Fullback、フルバック（ラグビーのゼッケン15番のポジジョンFB）←BK[2]
  - Fullback、フルバック（アメフトRB）
- FL
  - Flanker、フランカー（ラグビーのゼッケン6番・7番のポジジョンFW）
  - Flanker、フランカー（アメフトWR）
- FT：First Top、ファーストトップ（サッカーFW）
- FW：forward
  - フォワード (サッカー)[2]
  - フォワード (アイスホッケー)
  - スモールフォワード・パワーフォワード（バスケ）
  - ラグビーユニオンのポジション#フォワード
- G
  - Guard、ガード（バスケ、アメフトOL→LG・RG）
  - Goaltender、ゴールテンダー（アイスホッケー）
- GK[2]
  - Goal Keeper、ゴールキーパー（サッカー、ハンドなど）[2]
- HB
  - Half Back、ハーフバック（サッカーMF）
  - Half Backs、ラグビーユニオンのポジション#ハーフバックス←BK
  - Half Back、フルバック（アメフトRB）
- HO：Hooker、フッカー（ラグビーのゼッケン2番FW）
- IF：Infielder、内野手（野球、ソフト）
- ILB：Inside Line Backer、インサイドラインバッカー（アメフトLB）
- L：Libero、リベロ (バレーボール)
- LB
  - Line Backer、ラインバッカー（アメフト）
  - Left Back、レフトバック（ハンド）
- LD：Left Defence レフトディフェンス（アイスホッケーDF）
- LF：Left fielder、左翼手（野球、ソフトOF）
- LG：Left Guard、レフトガード（アメフトOL）[2]
- LHP：Left-handed pitcher、左投手（野球、ソフト）
- LO：Lock、ロック（ラグビーのゼッケン4番・5番FW）
- LT：Left Tackle、レフトタックル（アメフトOL）
- LW：Left Wing レフトウイング（アイスホッケーFW、ハンド）
- MB：Middle Blocker、ミドルブロッカー（バレー）
- MF：Midfielder、ミッドフィールダー（サッカー）[2]
- No8：Number 8、ナンバー8（ラグビーのゼッケン8番FW）
- OF：Outfielder、外野手（野球、ソフト）
- OH：Outside Hitter、アウトサイドヒッター（バレー）
- OH：Offensive Half、オフェンシブハーフ（サッカーMF）
- OL：Offensive Line、オフェンシブライン（アメフト）
- OLB：Outside Line Backer、アウトサイドラインバッカー（アメフトLB）
- OP：Opposite、オポジット（バレー）
- OS：Opposite Spiker、オポジットに同じ（バレー）
- P
  - Pitcher、投手（野球、ソフト）
  - Post、ポスト（ハンド）
- PF：Power forward、パワーフォワード（バスケFW）
- PG：Point guard、ポイントガード（バスケG）
- PR：Prop、プロップ（ラグビーのゼッケン1番・3番FW）
- QB：Quarter Back、クォーターバック（アメフト）[2]
- R：Receiver、レシーバー (バレーボール)
- RB
  - Running Back、ランニングバック（アメフトBK）[2]
  - Right Back、ライトバック（ハンド）
- RD：Right D efence ライトディフェンス（アイスホッケーDF）
- RF：Right fielder、右翼手（野球、ソフトOF）
- RG：Right Guard、ライトガード（アメフトOL）[2]
- RHP：Right-handed pitcher、右投手（野球、ソフト）
- RT：Right Tackle、ライトタックル（アメフトOL）
- RW：Right Wing ライトウイング（アイスホッケーFW、ハンド）
- S
  - Setter、セッター (バレーボール)
  - Safety、セイフティ（アメフトDB）
- SB
  - Side Back、サイドバック（サッカーDF）[2]
  - Slot Back、スロットバック（アメフトWR）
- SE：Split End、スプリットエンド（アメフトWR）
- SF：Small forward、スモールフォワード（バスケFW）
- SG：Shooting guard、シューティングガード（バスケG）
- SH
  - Side half、サイドハーフ（サッカーMF）
  - Scrum-half、スクラムハーフ（ラグビーのゼッケン9番HB）[2]
- SO：Stand-off、スタンドオフ（ラグビーのゼッケン10番HB）
- SS：Shortstop、遊撃手（野球、ソフトIF）
- ST
  - S'triker、ストライカー（サッカーFW）
  - Second top、セカンドトップ（サッカーFW）
  - Stopper、ストッパー（サッカーDF）
- SW：Sweeper、スウィーパー（サッカーDF）
- T：Tackle, タックル（アメフトOL→LT・RT）
- TB：Three-quarter Back(s)、ラグビーユニオンのポジション#スリークォーターバック←BK
- TE：Tight End、タイトエンド（アメフトWR・OL）
- UT：Utility Player、ユーティリティープレイヤー（野球、ソフトなど）
- WB：Wing Back、ウィングバック（サッカーDF、アメフトRB・WR）
- WG：Wing、ウイング (サッカー) FW
- WH：Wing Half、ウイングハーフ（サッカーMF）
- WR：Wide Receiver、ワイドレシーバー（アメフト）[2]
- WS：Wing Spiker、ウイングスパイカー（バレー）
- WTB：Wing three-quarter backs、ウイング・スリークォーターバック（ラグビーのゼッケン11番・14番TB）[2]
- 1B：1st Baseman、一塁手（野球、ソフトIF）
- 2B：2nd Baseman、三塁手（野球、ソフトIF）
- 3B：3rd Baseman、三塁手（野球、ソフトIF）

## 複数の競技で使われる用語
| - エース - サーブ - 車券（競輪の勝者投票券、オートレースの勝車投票券） - ストライド走法 - タイブレーク - タイムアウト - チャンスボール - デュース - トレーニングセンター（トレセン） | - ナイター - ピッチ走法 - ファウル - ペナルティーキック - まくり - ラリー(曖昧さ回避) - リベロ - レガース - ローテーション（ローテ） |

## 球技

### アイスホッケー
- アイシング
- スラップショット
- パック (アイスホッケー)
- パワープレー
- ペナルティーショット
- ペナルティーボックス

### ゴルフ
- ドライビングコンテスト（ドラコン）

### サッカー
- レッドカード
- イエローカード
- フォーメーション

### 卓球
| - 裏面打法 - 王子サーブ - カット主戦型 - シェークハンド - 前陣速攻型 - 促進ルール | - ツッツキ - ドライブ主戦型 - ピンポン外交 - フリック - ペンホルダー - ラバークリーナー |

### テニス
- イースタングリップ
- ウエスタングリップ

### バスケットボール
- バスケットシューズ（バッシュ、バッシュー）

### バレーボール
- レシーブ
- サーブ
- トス
- ラリーポイント制

### ハンドボール
- 中東の笛

### 野球
- アメリカンリーグ（ア・リーグ）
- ナショナルリーグ（ナ・リーグ）
- セントラル・リーグ（セ・リーグ）
- パシフィック・リーグ（パ・リーグ）

### ラグビー
| - テストマッチ - スクラム - ラック - モール - ラインアウト - ダイレクトタッチ - アドバンテージ | - ターンオーバー - トライ - コンバージョン - ゴールキック (ラグビー) - ドロップキック - シンビン - ノーサイド |

## 格闘技

### 相撲
| - 寄り切り - 上手投げ - 下手投げ - 押し出し - 締め込み | - 化粧廻し - 土俵 - 呼び出し - 水入り - 取り直し |

## 競輪
- 番手

## 競艇
- モンキーターン

## 自転車競技
- オールラウンダー (自転車競技)
- スプリンター (自転車競技)
- クライマー (自転車競技)
- クロムモリブデン鋼（クロモリ）→フレーム素材 (自転車)

## 柔道
| - 背負い投げ - 払い腰 - 内股 - 大内刈り | - 有効 - 効果 - 技あり - 一本 |

## 水泳
| - クロール - 背泳ぎ - 平泳ぎ - バタフライ | - 競泳 - シンクロ - 飛び込み - 水球 |

## 登山
- ワンダーフォーゲル（ワンゲル）

## モータースポーツ
- オートレース（オート）

## 陸上競技
- クラウチングスタート
- ミッドフット走法

## 備考
オリンピックの「金メダル」や、野球の「外野」「滑り込みセーフ」「登板」「降板」「続投」「トップバッター」「ピンチヒッター」「直球勝負」「変化球」「ストライクゾーン」「守備範囲」、サッカーの「イエローカード」「レッドカード」、ボクシングの「軽いジャブ」などは、日常会話の中で比喩として用いられている。